# Clemens Ganz

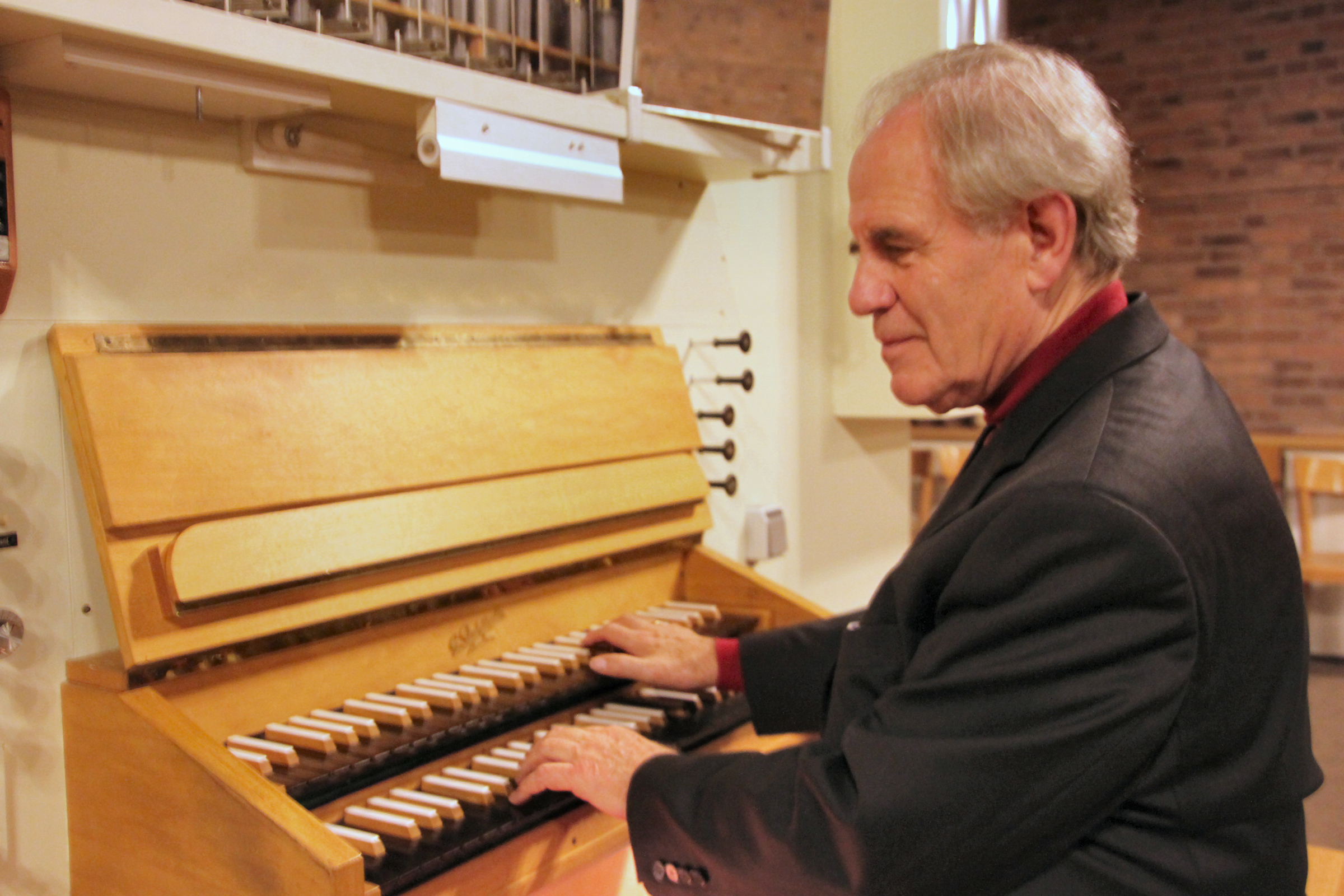
Clemens Ganz an der Orgel der Heilig-Geist-Kirche in Rösrath-Forsbach (2011)

Clemens Ganz (* 18. Januar 1935 in Eiweiler; † 19. März 2023) war ein deutscher Kirchenmusiker und Hochschullehrer.

## Ausbildung
Clemens Ganz, ein Bruder von Johannes Ganz, studierte Kirchen- und Schulmusik an der Hochschule für Musik in Köln bei Hermann Schroeder und Josef Zimmermann. Er absolvierte das A-Examen und das Konzertexamen.

## Berufs- und Lehrtätigkeit
Von 1964 bis 1976 wirkte er als Kantor an St. Marien in Köln-Kalk. Von 1971 bis 1998 lehrte er als Professor Orgel, Orgelimprovisation und Chorleitung an der Hochschule für Musik Köln. 1985 bis 2001 wirkte er als Domorganist am Kölner Dom. Zusammen mit Philipp Klais und Hans-Wolfgang Theobald plante und organisierte Ganz die Errichtung der neuen Klais-Orgel im Langhaus des Kölner Doms. Die Schwalbennestorgel wurde 1998 eingeweiht. Zudem geht die Überarbeitung und Wiedererrichtung der Großen Querhausorgel des Kölner Doms (2001/2002) auf seine Initiative und Mitplanung zurück.
Von 1999 bis 2011 leitete er als Juryvorsitzender den Internationalen Orgelwettbewerb um den Hermann-Schroeder-Preis.
Clemens Ganz wurde am 25. März 2023 auf dem Gemeindefriedhof in Lohmar-Neuhonrath beigesetzt.

## Tondokumente
- Hermann Schroeder: Sechs Orgelchoräle über altdeutsche geistliche Volkslieder op. 11
- Hermann Schroeder: Vier Choralvorspiele
- Die neue Schwalbennestorgel im Kölner Dom
- Die Klais-Orgeln im Kölner Dom
- Orgeln in Köln
- Musik am Hohen Dom zu Köln
- Freu dich Erd und Sternenzelt – festliche Advents- und Weihnachtsmusik

## Schüler
- Ulrich Brüggemann
- Gereon Krahforst
- Martin Winkler